# Nagroda im. Samuela Dicksteina
Nagroda Główna PTM im. Samuela Dicksteina – nagroda przyznawana przez Polskie Towarzystwo Matematyczne za wkład w nauczanie matematyki, jej popularyzację i w badanie historii tej nauki. Jest to jedna z kilku nagród PTM nazywanych nagrodami głównymi; przyznawana od lat 70. XX w., w nierównych odstępach od jednego roku do kilku lat.

## Laureaci
Do roku 2025 nagrodę przyznano 24 razy i otrzymało ją łącznie 25 osób. To dlatego, że jednokrotnie – w 1995 roku – przyznano ją dwóm laureatom.
- 1979: Stefan Straszewicz
- 1980: Zofia Krygowska
- 1982: Marek Kordos
- 1983: Aniela Ehrenfeucht(inne języki)
- 1984: Stanisław Dobrzycki jr.
- 1986: Józef Hawlicki(inne języki)
- 1989: Bolesław Gleichgewicht
- 1991: Jan Waszkiewicz
- 1995: Krzysztof Ciesielski i Zdzisław Pogoda
- 1997: Roman Murawski
- 2001: Andrzej Mąkowski
- 2002: Michał Szurek
- 2003: Witold Więsław
- 2005: Agnieszka Wojciechowska
- 2006: Dorota Kolany
- 2008: Roman Duda
- 2010: Rościsław Rabczuk
- 2012: Małgorzata Mikołajczyk
- 2014: Paweł Strzelecki
- 2016: Lech Maligranda
- 2018: Michał Krych(inne języki)
- 2020: Danuta Ciesielska
- 2022: Marcin Emil Kuczma
- 2024: Barbara Roszkowska-Lech(inne języki)